# GP d'Ouverture La Marseillaise
Grand Prix d'Ouverture La Marseillaise är en endagstävling inom cykelsporten som hålls årligen i februari runt Marseille, i det område som kallas Bouches-du-Rhône, Frankrike. Sedan 2005 tillhör tävlingen UCI Europe Tour och kategoriseras som 1.1. GP d'Ouverture La Marseillaise är den första professionella tävlingen på året i den europeiska tävlingskalendern. Några dagar senare startar etapploppet Étoile de Bessèges, i södra Frankrike.
Tävlingen kallades för La Marseillaise mellan 1980 och 1992. Sedan säsongen 1993 heter tävlingen Grand Prix d'Ouverture La Marseillaise. Tävlingen sponsras av den sydfranska tidningen La Marseillaise.

## Segrare

### Grand Prix d’Ouverture La Marseillaise
- 2025  Valentin Ferron
- 2024  Kevin Geniets
- 2023  Neilson Powless
- 2022  Amaury Capiot
- 2021  Aurélien Paret-Peintre
- 2020  Benoît Cosnefroy
- 2019  Anthony Turgis
- 2018  Alexandre Geniez
- 2017  Arthur Vichot
- 2016  Dries Devenyns
- 2015  Pim Ligthart
- 2014  Kenneth Vanbilsen
- 2013  Justin Jules
- 2012  Samuel Dumoulin
- 2011  Jérémy Roy
- 2010  Jonathan Hivert
- 2009  Rémi Pauriol
- 2008  Hervé Duclos-Lassalle
- 2007  Jeremy Hunt
- 2006  Baden Cooke
- 2005  Nicki Sørensen
- 2004  Baden Cooke
- 2003  Ludo Dierckxsens
- 2002  Xavier Jan
- 2001  Jakob Piil
- 2000  Emmanuel Magnien
- 1999  Frank Vandenbroucke
- 1998  Marco Saligari
- 1997  Richard Virenque
- 1996  Fabiano Fontanelli
- 1995  Stéphane Hennebert
- 1994  Gilles Delion
- 1993  Didier Rous

### La Marseillaise
| - 1992 Edwig Van Hooydonck - 1991 Edwig Van Hooydonck - 1990 Etienne De Wilde - 1989 Thierry Claveyrolat - 1988 Ad Wijnands | - 1987 Johnny Weltz - 1986 Eddy Planckaert - 1985 Charly Mottet - 1984 Eddy Planckaert - 1983 Jan Raas | - 1982 Bernard Hinault - 1981 Jan Bogaert - 1980 Leo van Vliet |